# Graham Caulfield
Graham W. Caulfield (sinh năm 1943) là một cựu cầu thủ bóng đá người Anh thi đấu ở vị trí tiền đạo trung tâm.

## Sự nghiệp
Sinh ra ở Leeds, Caulfield thi đấu cho Frickley Colliery, York City, Bradford City và Ossett Albion.
Ông thi đấu cho Bradford City từ tháng 7 năm 1967 đến năm 1968, có 1 lần ra sân ở Football League.